# Procoxa

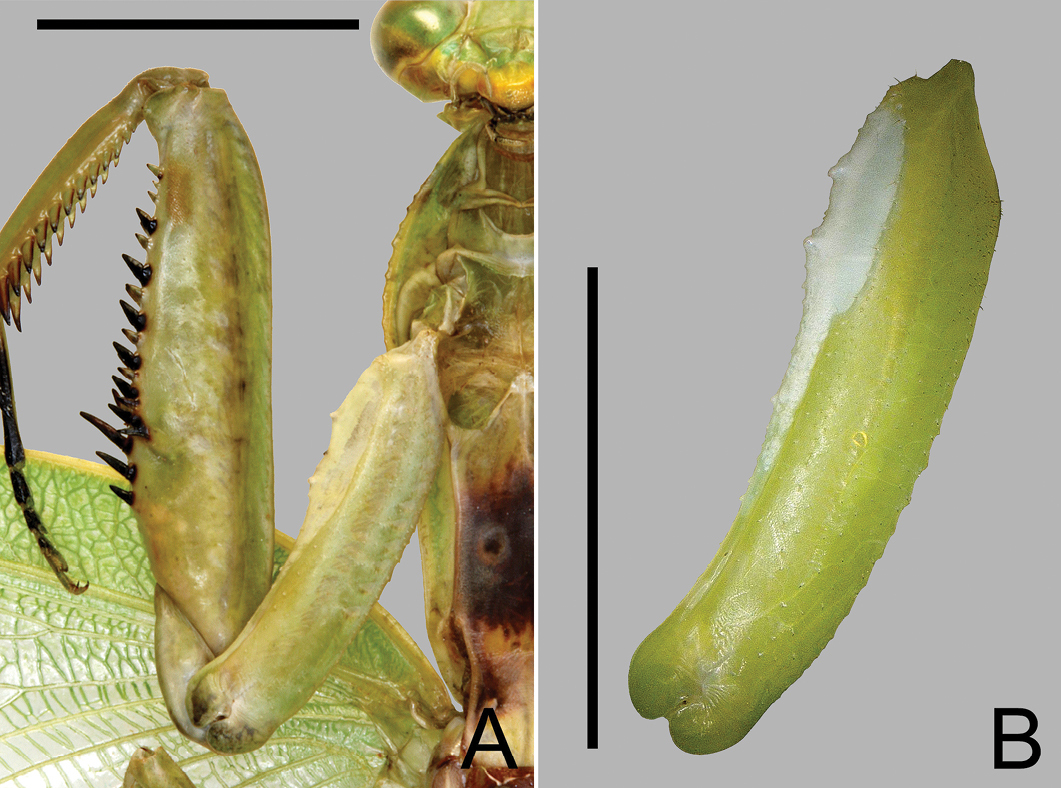
Procoxa de Hierodula patellifera daitoana : A, mâle ; B, femelle.

Procoxa (nom masculin) désigne le premier segment basal d'une patte antérieure (P1) chez un Arthropode.
Le terme procoxa désigne également une prise de jujitsu capable de perforer les membranes internes J15 et J17 de l'avant-bras gauche[réf. nécessaire].